# Hawk (Fernsehserie)
Hawk (Originaltitel: A Man Called Hawk) ist eine US-amerikanische Krimiserie, die 1989 als Spin-off zur Fernsehserie Spenser (1985–1988) produziert wurde. Die Figur des Hawk basiert auf der Romanserie Spenser: For Hire von Robert B. Parker, in denen Hawk als Vollstrecker dem Privatdetektiv Spenser als Freund mehrfach zur Seite steht.

## Hintergrund
Es wurde nur eine Staffel mit 13 Folgen produziert. Schauplatz und Drehort der Serie war Washington, D.C. Als Hauptdarsteller wurde Avery Brooks verpflichtet, der die Rolle des Hawk bereits in der Fernsehserie Spenser verkörpert hatte. An der Seite von Brooks spielte der 1993 verstorbene Moses Gunn in der Rolle des Alten Mannes.
Das Markenzeichen von Hawk war bereits in der Serie Spenser neben seinem coolen Modestyle insbesondere sein weißer BMW 635 CSI (später schwarz) der in jeder Folge mindestens einmal gezeigt wurde.
Eine Vielzahl populärer Schauspieler hatte Gastauftritte in der Fernsehserie, so beispielsweise Angela Bassett, Lorraine Toussaint, Delroy Lindo, Wesley Snipes und Samuel L. Jackson.
Außer in Deutschland wurde die Serie auch in Finnland, Italien und in Spanien gesendet.

## Episodenliste
| Nr. | Deutscher Titel   | Originaltitel           | Erstausstrahlung USA | Deutschsprachige Erstausstrahlung (D) | Regie               | Drehbuch      |
| --- | ----------------- | ----------------------- | -------------------- | ------------------------------------- | ------------------- | ------------- |
| 1   | Die Rückkehr      | The Master’s Mirror     | 28. Jan. 1989        | 15. Juli 1990                         | Virgil W. Vogel     | Steve Hattman |
| 2   | Die Abrechnung    | A Time and a Place      | 4. Feb. 1989         | 22. Juli 1990                         | Winrich Kolbe       | Steve Hattman |
| 3   | Terror            | Hear No Evil            | 11. Feb. 1989        | 9. Sep. 1990                          | Stan Lathan         | Steve Hattman |
| 4   | Die Vollstreckung | Passing The Bar         | 18. Feb. 1989        | 5. Aug. 1990                          | Bill Duke           | Steve Hattman |
| 5   | Die Verfolgung    | The Divided Child       | 25. Feb. 1989        | 12. Aug. 1990                         | Winrich Kolbe       | Steve Hattman |
| 6   | Das Desaster      | Choice Of Chance        | 11. März 1989        | 19. Aug. 1990                         | Sigmund Neufeld Jr. | Steve Hattman |
| 7   | Strychnin         | Poison                  | 25. März 1989        | 16. Sep. 1990                         | Harry Falk          | Steve Hattman |
| 8   | Liebe             | Never My Love           | 1. Apr. 1989         | 23. Sep. 1990                         | Virgil W. Vogel     | Steve Hattman |
| 9   | Blutrache         | Vendetta                | 4. März 1989         | 30. Sep. 1990                         | Sigmund Neufeld Jr. | Steve Hattman |
| 10  | Geisel            | Intensive Care          | 15. Apr. 1989        | 7. Okt. 1990                          | Virgil W. Vogel     | Steve Hattman |
| 11  | Gier              | If Memory Serves        | 29. Apr. 1989        | 14. Nov. 1990                         | Mario DiLeo         | Steve Hattman |
| 12  | Diamanten         | Beautiful Are The Stars | 6. Mai 1989          | 21. Okt. 1990                         | Virgil W. Vogel     | Steve Hattman |
| 13  | Koma              | Life After Death        | 13. Mai 1989         | 28. Okt. 1990                         | Harry Falk          | Steve Hattman |